# Hraniční přechod Železná Ruda – Bayerisch Eisenstein
Hraniční přechod Železná Ruda – Bayerisch Eisenstein (německy Grenzübergang Bayerisch Eisenstein – Železná Ruda) je bývalý silniční hraniční přechod, který se nachází na česko-německé státní hranici na hraničním úseku X/1 - X/2 mezi českým městem Železná Ruda v místní části Alžbětín (okres Klatovy, Plzeňský kraj) a německou obcí Bayerisch Eisenstein (zemský okres Regen, spolková země Bavorsko). Přechod leží v nadmořské výšce 710 m n. m. na silnici I/27 a Evropské silnici E53; za hranicí pokračuje německá silnice B11 směr Řezno. Před zrušením byl určen s omezením pouze pro osobní auta, nákladní auta do 3,5 tun, autobusy, motocykly, cyklisty a pěší, nedaleký železniční přechod pro nákladní a osobní dopravu.
Hraniční přechod byl zrušen při vstupu České republiky do Schengenského prostoru v roce 2007. V případě dočasného znovuzavedení ochrany vnitřních hranic je provoz na hraničním přechodu upraven Sdělením Ministerstva vnitra č. 395/2021 Sb.

## Další informace
Nedaleko silničního hraničního přechodu vede železniční trať s nádražím Železná Ruda-Alžbětín a s železničním hraničním přechodem. U turistického přechodu končí cyklotrasy 2072 a EV13 a také žlutá turistická značená trasa, která k přechodu vede podél řeky Řezná.